# هونغ سو أه
هونغ سو أه (بالكورية: 홍수아)‏ هي ممثلة كورية جنوبية. ولدت يوم 30 يونيو 1986 في هواسونغ في كوريا الجنوبية.

## روابط خارجية
- هونغ سو أه على موقع IMDb (الإنجليزية)
- هونغ سو أه على موقع قاعدة بيانات الفيلم (الإنجليزية)
- هونغ سو أه على موقع كينوبويسك (الروسية)